# Ljuban
Ljuban (russisch Люба́нь, finnisch Lupana) ist eine Kleinstadt in der nordwestrussischen Oblast Leningrad. Sie hat 4321 Einwohner (Stand 1. Januar 2024).

## Geografie
Die Stadt liegt etwa 85 km südöstlich der Oblasthauptstadt Sankt Petersburg an der Tigoda, einem linken Nebenfluss des Wolchow.
Ljuban gehört zum Rajon Tosno.

## Geschichte
Der Ort wurde erstmals in Urkunden der Republik Nowgorod um 1500 erwähnt.
1711 wurde die Straße zwischen Sankt Petersburg und Moskau durch das Dorf geführt; der Schriftsteller Alexander Radischtschew widmete ihm ein Kapitel seiner kritischen Reise von Petersburg nach Moskau.
Nachdem die erste russische Ferneisenbahnstrecke von Sankt Petersburg nach Moskau ebenfalls durch das Dorf geführt worden war, entwickelte es sich ab Mitte des 19. Jahrhunderts zu einem Erholungsort insbesondere für begüterte Einwohner Sankt Petersburgs.
1912 wurde das Stadtrecht verliehen.
Im Zweiten Weltkrieg wurde Ljuban am 25. August 1941 von der deutschen Wehrmacht besetzt. Ein Versuch der Roten Armee, die Stadt Anfang 1942 in der später Ljubaner Operation genannten Gegenoffensive zurückzuerobern, kam an den Zugängen zur Stadt unter riesigen Verlusten zum Stehen. Erst zwei Jahre später, am 28. Januar 1944, konnten Truppen der Wolchow-Front Ljuban im Rahmen der Leningrad-Nowgoroder Operation einnehmen.

### Bevölkerungsentwicklung
| Jahr | Einwohner |
| ---- | --------- |
| 1897 | 1000      |
| 1926 | 4300      |
| 1939 | 8681      |
| 1959 | 7139      |
| 1970 | 6970      |
| 1979 | 7057      |
| 1989 | 5078      |
| 2002 | 4616      |
| 2010 | 4188      |

Anmerkung: Volkszählungsdaten (1897–1926 gerundet)

## Kultur und Sehenswürdigkeiten
In der Stadt steht die 1867 errichtete Peter-und-Pauls-Kirche des Architekten Konstantin Thon.

## Wirtschaft und Infrastruktur

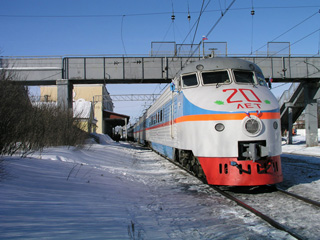
Schnellzug ЭР200 am Bahnhof von Ljuban

In Ljuban gibt es Betriebe der Holzwirtschaft und der holzverarbeitenden Industrie.
Die Stadt liegt an der 1851 eröffneten Nikolaibahn Sankt Petersburg–Moskau (Streckenkilometer 83).
Durch Ljuban führt die Fernstraße M10 (zugleich Europastraße 105) Moskau–Sankt Petersburg, von welcher hier die Regionalstraße R41 über Mga nach Pawlowo bei Kirowsk abzweigt.

## Persönlichkeiten
- Pawel Melnikow (1804–1880), Autor des Projektes und einer der Bauleiter der Nikolaibahn, erster Verkehrsminister Russischen Reiches; begraben in Ljuban
- Andrei Rjabuschkin (1861–1904), Maler; lebte ab 1901 bei Ljuban, hier begraben
- Nikolai Tschernyschewski (1828–1889), Schriftsteller; arbeitete 1860 in Ljuban